# NGC 1532
NGC 1532 (również PGC 14638) – galaktyka spiralna z poprzeczką (SBb), znajdująca się w gwiazdozbiorze Erydanu w odległości ponad 50 milionów lat świetlnych. Została odkryta 29 października 1826 roku przez Jamesa Dunlopa.
NGC 1532 rozciąga się na obszarze 100 000 lat świetlnych. Galaktyka ta jest w trakcie pochłaniania pobliskiej mniejszej galaktyki NGC 1531.
W galaktyce NGC 1532 zaobserwowano jedną supernową SN 1981A.